# El Cid (ópera)
El Cid (título original en francés, Le Cid) es una ópera en cuatro actos y 10 escenas con música de Jules Massenet y libreto en francés de Adolphe-Philippe D'Ennery, Édouard Blau y Louis Gallet basada en la tragedia homónima obra de Pierre Corneille.

## Historia
Fue representada por primera vez en el Teatro de la Ópera de París el 30 de noviembre de 1885, con presencia del Presidente Grévy, con Jean de Reszke como Rodrigue, y se ha visto 150 veces allí desde 1919 pero luego desapareció del repertorio. Mientras la ópera en sí no está en el repertorio operístico estándar, la suite para ballet es un concierto popular y pieza que se garaba lo que incluye bailes de diferentes regiones de España. La ópera conserva un lugar marginal en el escenario debido en gran medida a la suite de ballet y una grabación de un concierto en vivo el 8 de marzo de 1976 en el Carnegie Hall con Plácido Domingo y Grace Bumbry. Se ha repuesto en el Festival Massenet de 1994, en 1999 en Sevilla, una producción en 2001 por la Ópera de Washington, protagonizada por Domingo, se exhibió en la televisión PBS. Esta ópera rara vez se representa en la actualidad; en las estadísticas de Operabase aparece con sólo 1 representación en el período 2005-2010, y fue vista en Zúrich en enero de 2008.

## Personajes
| Personaje | Tesitura      | Reparto del estreno, 30 de noviembre de 1885 (Director: Ernest Altès) |
| --- | ------------- | --------------------------------------------------------------------- |
| Chimène | soprano       | Fidès Devriès                                                         |
| Rodrigue | tenor         | Jean de Reszke                                                        |
| Don Diègue | bajo lírico   | Edouard de Reszke                                                     |
| Le Roi | bajo          | Léon Melchissédec                                                     |
| Le comte de Gormas | bajo          | Pol Plançon                                                           |
| L'Infante | soprano       | Rosa Bosman                                                           |
| Saint Jacques | barítono      | Lambert                                                               |
| L'envoyé maure | bajo cantante | Balleroy                                                              |
| Don Arias | tenor         | Girard                                                                |
| Don Alonzo | bajo          | Sentein                                                               |
| Coro: Noblemen, damas de la corte, obispos, sacerdotes, monjes, capitanes y soldados, pueblo; bailarines (para el ballet del Acto II). |               |                                                                       |

## Arias destacadas
- Rodrigue (Rodrigo): "O noble lame étincelante"
- Chimène (Jimena): "Pleurez, pleurez mes yeux"
- Rodrigue: "Ô souverain, ô juge, ô père"